# Hawesville
Hawesville è un comune degli Stati Uniti d'America, situato nello Stato del Kentucky, nella contea di Hancock, della quale è il capoluogo.